# Melodinus axillaris
Melodinus axillaris är en oleanderväxtart som beskrevs av Wen Tsai Wang. Melodinus axillaris ingår i släktet Melodinus och familjen oleanderväxter. Inga underarter finns listade i Catalogue of Life.